# Toyota RAV4
La Toyota RAV4 (acronimo di Recreational Activity Vehicle 4-wheel drive) è un'autovettura a trazione integrale prodotto in varie versioni dalla casa automobilistica giapponese Toyota dal 1994, primo di quella categoria di auto che oggi è comunemente definita SUV (Sport Utility Vehicle).
Il modello è stato introdotto sul mercato giapponese nel 1994. Nello stesso anno è cominciata la commercializzazione anche in Europa. Dal 1996 il RAV4 è in vendita anche nel mercato nord americano.

## Prima generazione (dal 1994 al 2003)
Nel 1994, Toyota lancia la prima generazione della RAV4, inaugurando un segmento del tutto nuovo: quello dei SUV compatti urbani.
Identificata internamente con il codice XA10, al debutto è disponibile con tre porte, a cui si aggiunge successivamente la variante a cinque porte, più lunga e pratica. La linea è originale, con forme tondeggianti e proporzioni compatte, mentre l’altezza da terra, le protezioni in plastica grezza e la ruota di scorta montata posteriormente richiamano il mondo dell’off-road.
Il telaio è monoscocca (e non a longheroni come nei fuoristrada classici), ripreso dalla Corolla, con sospensioni indipendenti su tutte le ruote e una trasmissione integrale permanente o, su alcune versioni, anteriore. Questa scelta tecnica consente un comportamento stradale molto più vicino a quello di una berlina, pur mantenendo buone capacità su sterrato e neve.

### Restyling
Nel 1997, la RAV4 riceve un restyling di metà carriera, che introduce modifiche estetiche leggere (nuovi paraurti, mascherina e gruppi ottici) e aggiornamenti alla gamma motori. In questa fase, viene introdotto anche un motore turbodiesel 2.0 TD da 90 CV (non disponibile in tutti i mercati) e una serie speciale Cabrio a tre porte, con tetto in tela apribile.

### RAV4 EV

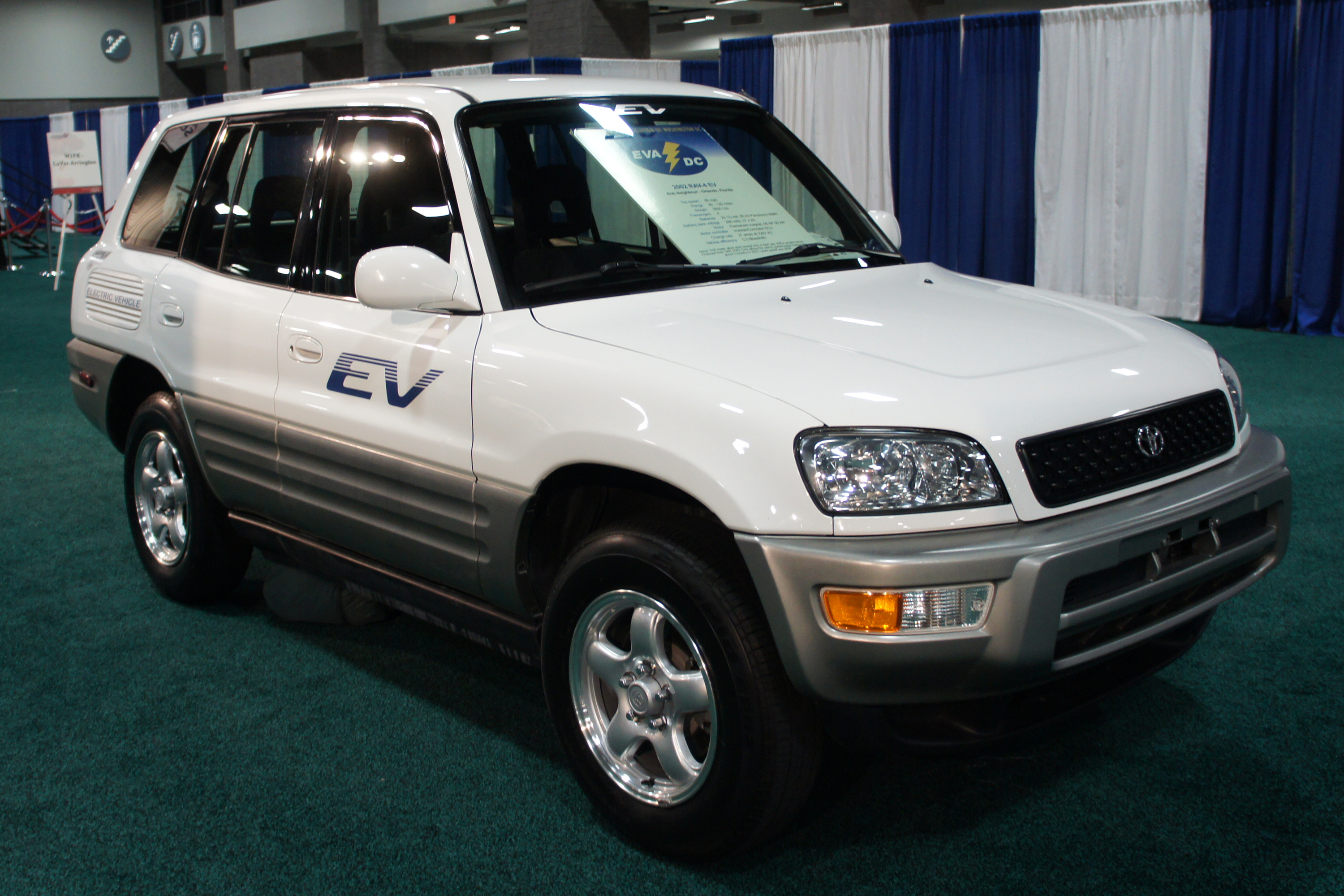
Toyota RAV4 EV.

Tra il 1997 e il 2003, Toyota produce una versione completamente elettrica della RAV4 di prima serie, chiamata RAV4 EV. Questo modello nasce per soddisfare le normative californiane sulla riduzione delle emissioni e viene inizialmente fornito in leasing a enti pubblici e aziende, per poi essere venduto in piccole quantità anche a privati. Equipaggiata con un motore elettrico da circa 50 kW (67 CV) e batterie al nichel-metallo idruro (NiMH), la RAV4 EV offre un’autonomia compresa tra 120 e 150 km, con prestazioni adeguate all’uso cittadino. La ricarica completa richiede tra le 5 e le 8 ore con sistemi a 240V.
Visivamente simile alle versioni tradizionali, la RAV4 EV si distingue per alcuni dettagli specifici, come la strumentazione dedicata e l’assenza del terminale di scarico. Con una produzione totale di circa 1.500 esemplari, questa versione rappresenta uno dei primi esempi concreti di SUV elettrico ed è oggi considerata una vettura pionieristica.

### Motorizzazioni

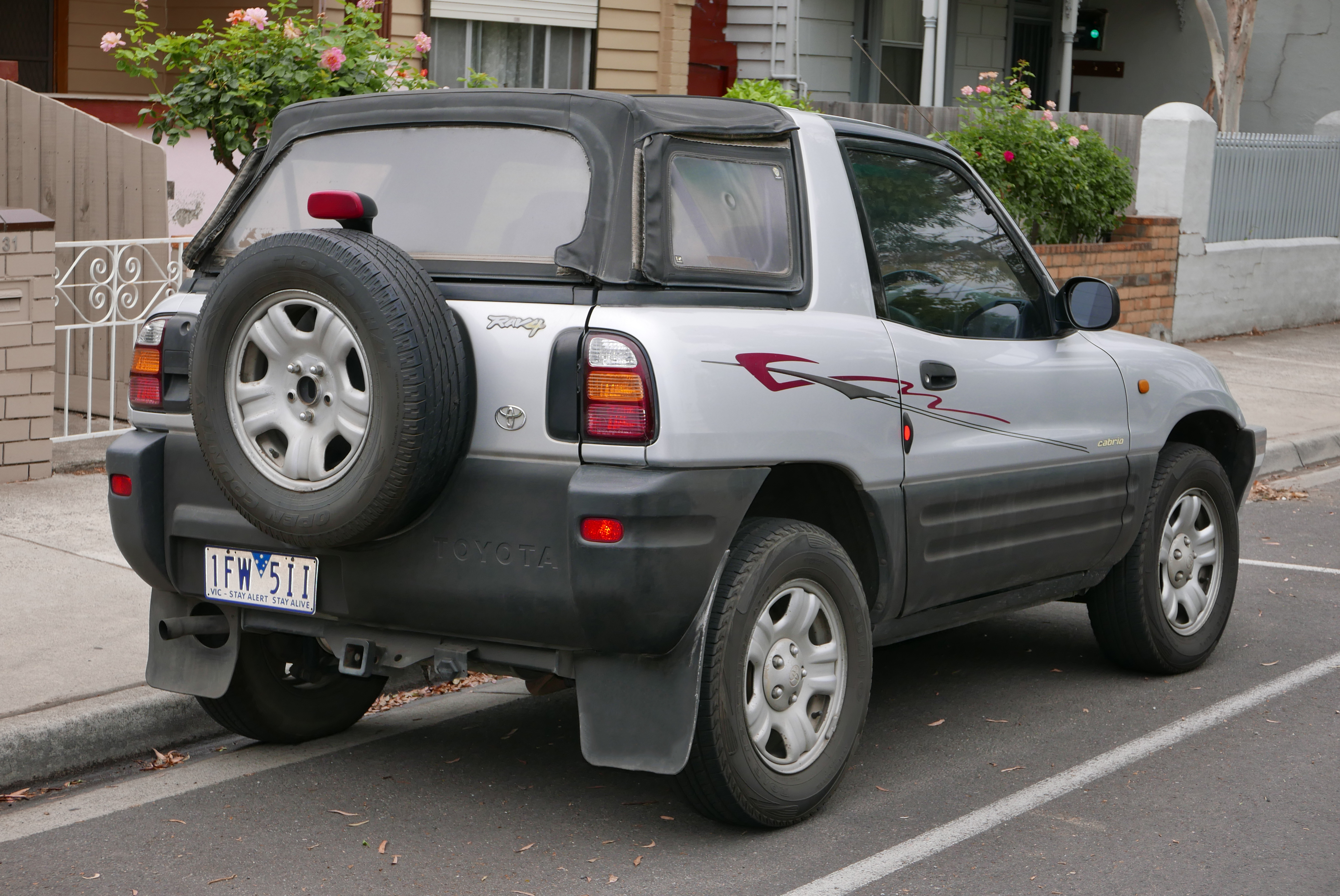
Toyota RAV4 cabriolet.

La Toyota RAV4 di prima serie è equipaggiata principalmente con motori a benzina. Il più diffuso è il 2.0 litri 16 valvole (codice 3S-FE), un quattro cilindri da 129 cavalli, disponibile sia con cambio manuale che automatico. In alcuni mercati europei viene introdotto anche un motore diesel, un 2.0 turbodiesel (2C-TE), meno potente ma più economico nei consumi. La trazione integrale permanente è una delle caratteristiche tecniche più apprezzate del modello, anche se alcune versioni sono offerte con la sola trazione anteriore, pensata per un utilizzo prevalentemente urbano.

## Seconda generazione (dal 2000 al 2005)
Nel 2000, Toyota rinnova profondamente la RAV4, introducendo la seconda generazione, identificata con il codice XA20. Il nuovo modello nasce per evolvere l’idea originale di SUV compatto, introducendo una linea più moderna, finiture migliorate e una dinamica di guida affinata. Pur mantenendo l’agilità e la versatilità della prima serie, la nuova RAV4 cresce leggermente nelle dimensioni e punta con decisione a un pubblico più ampio.
Il design si fa più morbido e aerodinamico, con una carrozzeria che trasmette solidità ma anche eleganza. Come nella prima serie, la RAV4 è disponibile in due versioni: una a tre porte, più corta e sportiva, e una a cinque porte, orientata alla praticità e alla famiglia. L’abitacolo è più curato, con materiali di qualità superiore e una nuova disposizione degli elementi. La versatilità resta un punto fermo, grazie ai sedili posteriori scorrevoli, reclinabili e removibili, che permettono di modulare facilmente lo spazio interno.
Il telaio irrigidito e le sospensioni riviste migliorano la stabilità e il comfort, rendendo la guida più fluida sia in città che in autostrada. Sebbene non sia pensata per l’off-road impegnativo, mantiene buone capacità su fondi sterrati o innevati, soprattutto nelle versioni con trazione integrale.

### Restyling

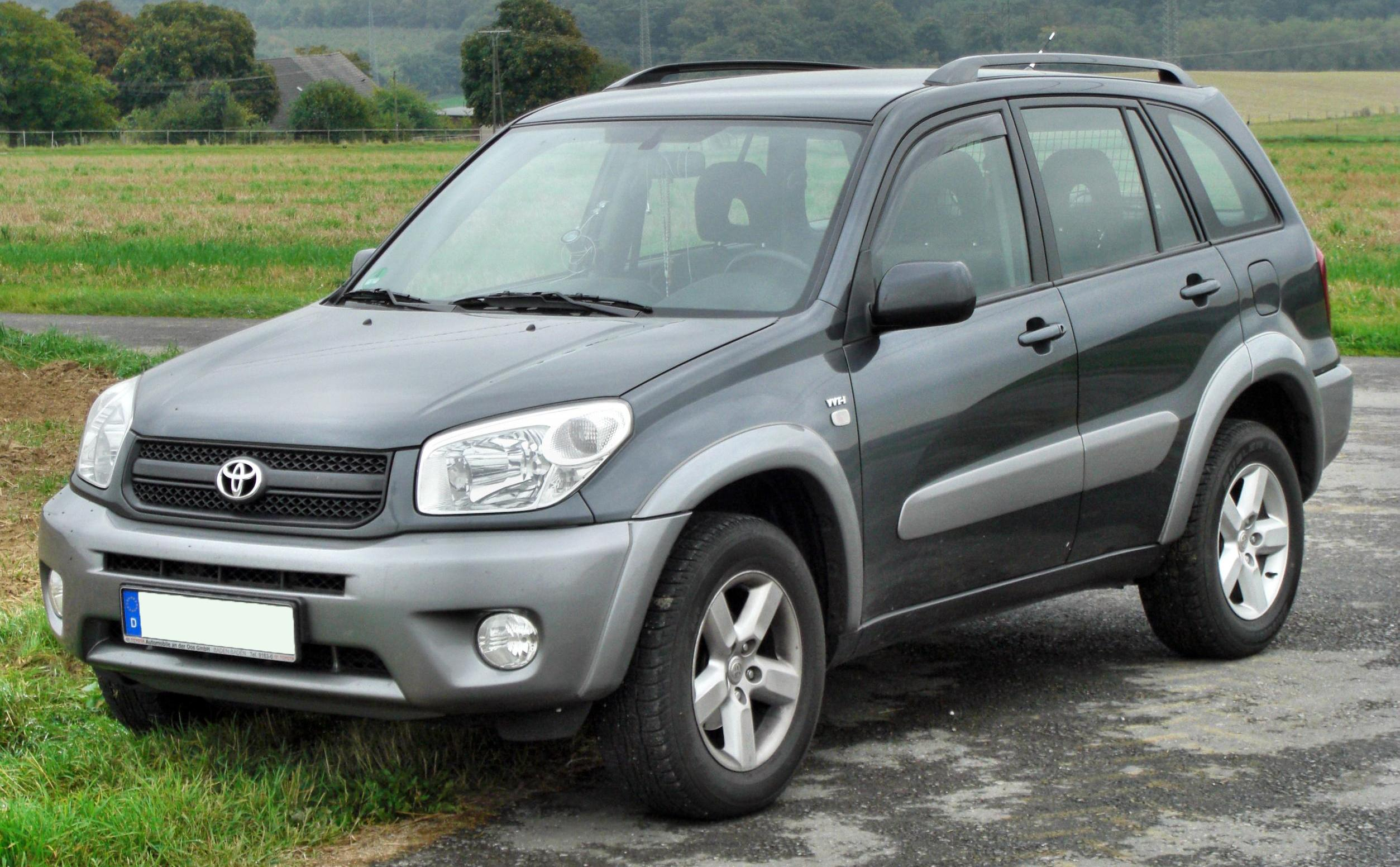
RAV4 seconda serie restyling del 2003.

Nel settembre 2003, Toyota introduce un restyling della seconda generazione della RAV4, che interessa sia l’estetica che la dotazione tecnica e di sicurezza. Esternamente, cambiano i fari fendinebbia, che passano da rettangolari a circolari, e vengono aggiornati anche i gruppi ottici posteriori. I paraurti assumono un aspetto leggermente più squadrato rispetto al modello pre-restyling, conferendo un look più solido. Anche l’interno viene rivisto: le plastiche della plancia, inizialmente di colore grigio chiaro, passano a una tonalità nera, migliorando la percezione di qualità e modernità.
Sul piano tecnico, il restyling segna l’eliminazione del differenziale autobloccante Torsen, presente anche nelle versioni più accessoriate come la SOL, ma introduce nuovi importanti dispositivi elettronici di sicurezza e comfort. Tra questi spiccano i controlli elettronici di trazione (TRC) e di stabilità (VSC), che aumentano la sicurezza attiva su strada. A livello di protezione passiva vengono aggiunti airbag laterali a tendina, mentre sul fronte del comfort fa il suo debutto il climatizzatore automatico, rendendo la RAV4 più competitiva anche nei confronti dei modelli premium.
Questo aggiornamento di metà carriera permette alla RAV4 di rimanere attuale e al passo con la concorrenza fino al termine della produzione, previsto nel 2005.

### Motorizzazioni
La seconda generazione della RAV4 è proposta con una gamma motori più ampia e moderna rispetto alla prima. La motorizzazione base più diffusa è il 2.0 litri VVT-i a benzina, un quattro cilindri aspirato da 150 CV, noto per la sua affidabilità e fluidità di funzionamento. In alcuni mercati è disponibile anche un 1.8 benzina da circa 125 CV, offerto esclusivamente con trazione anteriore e pensato per chi cerca consumi più contenuti.
Per rispondere alla crescente domanda europea di motori diesel, Toyota introduce anche un’unità 2.0 D-4D, un turbodiesel common rail con potenza variabile tra 116 e 120 CV, a seconda dell’anno e del mercato. Questo motore offre una buona coppia ai bassi regimi e si rivela particolarmente efficiente nei consumi, diventando molto popolare soprattutto nelle versioni 4WD.
Il cambio manuale a cinque marce è lo standard per la maggior parte delle versioni, ma è disponibile anche un cambio automatico a quattro rapporti, abbinato ai motori a benzina. Le configurazioni di trazione prevedono sia la trazione anteriore (2WD) che la trazione integrale permanente (4WD), quest’ultima spesso associata a un differenziale centrale bloccabile per una migliore motricità su fondi scivolosi.

## Terza generazione (dal 2005 al 2016)
La terza generazione della Toyota RAV4, identificata con il codice XA30, debutta al pubblico nel 2005 al Salone di Francoforte e arriva sul mercato nel 2006, completamente riprogettata su una piattaforma inedita. Toyota abbandona definitivamente la versione a tre porte e per la prima volta, il modello viene offerto in due varianti di passo: una a passo corto, destinata a Giappone, Europa e Nuova Zelanda (solo diesel in quest’ultima), e una a passo lungo, venduta in Nord America, Australia e in parte anche in Giappone.
Rispetto alla generazione precedente, la RAV4 cresce in modo significativo: il passo della versione corta aumenta di 70 mm, la lunghezza complessiva di 145 mm, e la larghezza di 80 mm, migliorando l’abitabilità e lo spazio per i bagagli. La versione a passo lungo guadagna fino al 21% di volume interno in più e può essere configurata con sette posti, grazie a una terza fila di sedili ripiegabili (opzionale in Nord America e Giappone). In Giappone, a partire dal 2007, la variante lunga viene commercializzata anche con il nome Toyota Vanguard, dotata di un frontale rivisto, con paraurti, fari e cofano differenti.
La RAV4 XA30 si distingue per un design più elegante e proporzionato, mantenendo elementi visivi che trasmettono robustezza e funzionalità. L’interno adotta un cruscotto a due livelli pensato per trasmettere un senso di spaziosità, e propone per la prima volta una dotazione molto più ricca, tra cui fino a nove airbag, sistema di accesso e avviamento Smart Entry & Start, e servosterzo elettrico (EPS).
Dal punto di vista tecnico, la trazione è anteriore o integrale elettronica (AWD on-demand), con una gestione della coppia che privilegia le ruote anteriori e, in caso di perdita di aderenza, trasferisce fino al 45% della potenza alle posteriori (in Giappone). In Europa, alcune versioni offrono anche la possibilità di bloccare la trazione in modalità 50:50, per un miglior controllo su fondi scivolosi. Le sospensioni e la rigidità del telaio migliorano il comportamento dinamico, rendendo la guida fluida, sicura e adatta all’uso quotidiano.
La produzione si svolge inizialmente negli stabilimenti giapponesi di Tahara e Nagakusa, ma dal 2008 viene avviato anche l’assemblaggio in Canada (Woodstock, Ontario) per il mercato nordamericano, e dal 2009 anche in Cina, grazie alla joint venture Tianjin FAW Toyota.

### Restyling

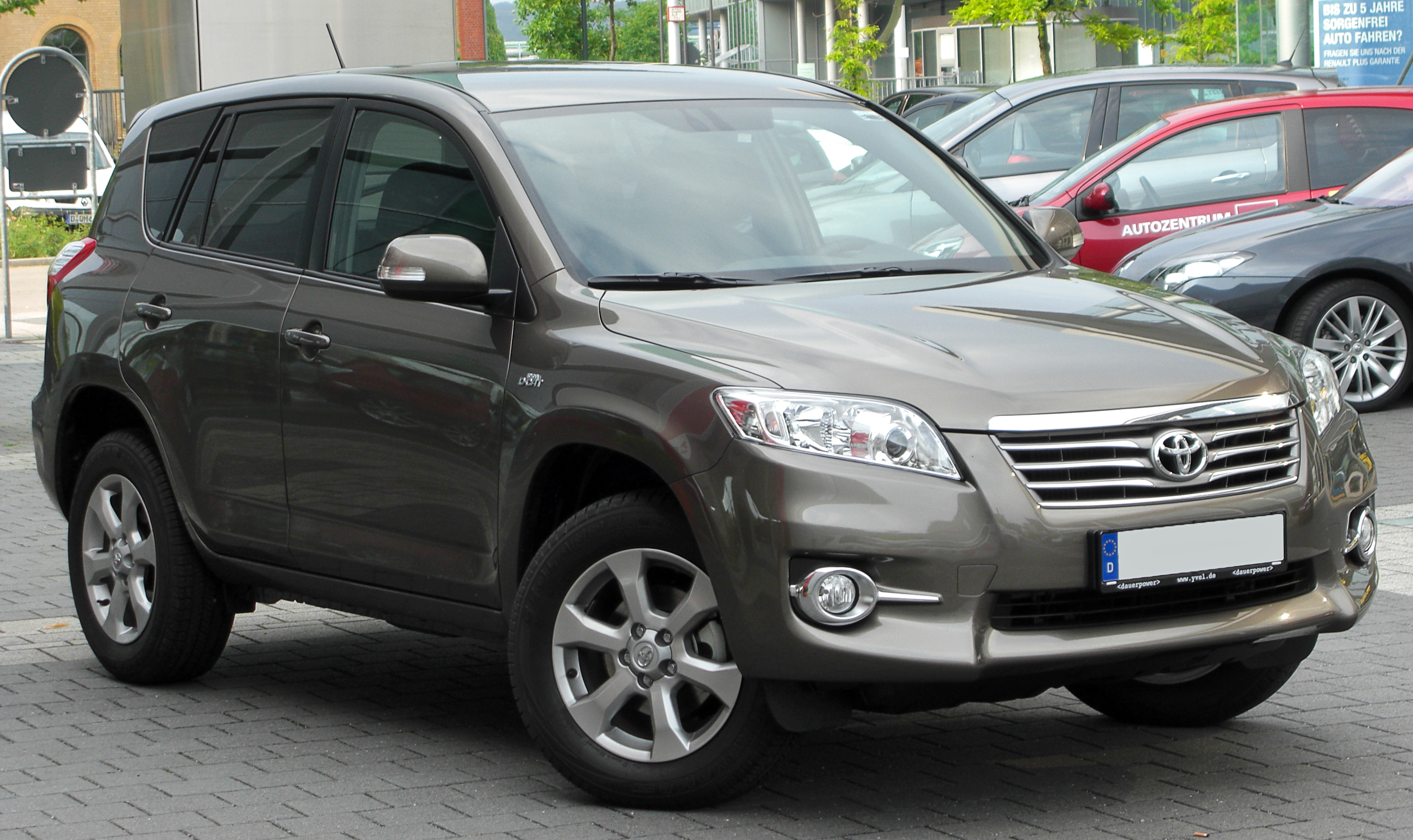
RAV4 terza serie restyling del 2010.

Nel 2008, la RAV4 riceve un restyling di metà carriera, che introduce un frontale rivisto, un nuovo motore a benzina e aggiornamenti leggeri al posteriore e alla dotazione. Un ulteriore facelift arriva nel 2010, ispirato allo stile del Vanguard.
Nonostante l’arrivo della quarta generazione a livello globale nel 2013, la terza serie continua ad essere venduta in Giappone fino al luglio 2016, dove la nuova XA40 non viene mai commercializzata. In parallelo, Toyota termina la produzione del Vanguard nel novembre 2013, lasciando spazio al nuovo Toyota Harrier XU60.

### RAV4 EV

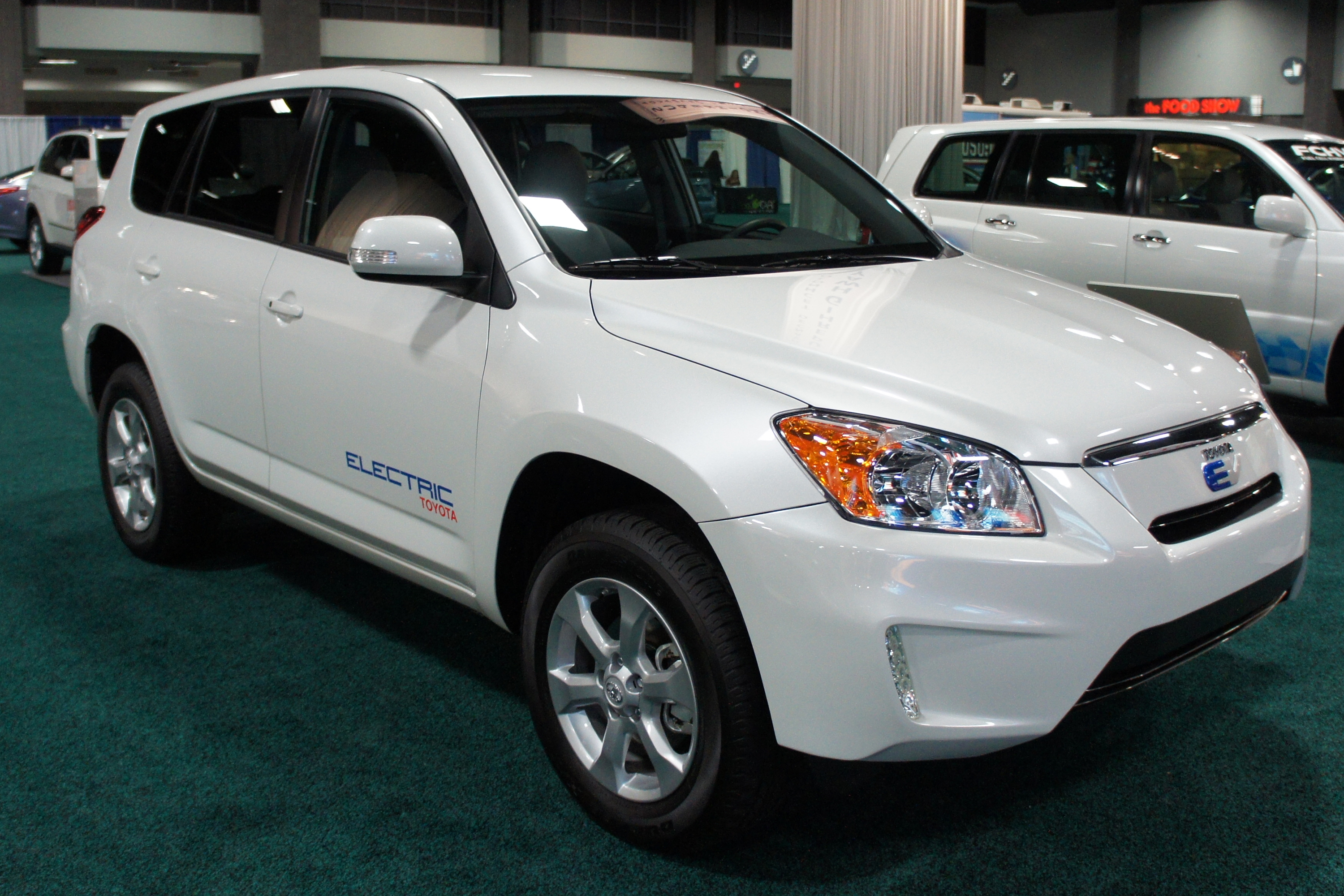
Toyota RAV4 EV.

Nel 2012, Toyota presenta la seconda generazione della RAV4 EV, frutto di una collaborazione con Tesla Motors, e destinata esclusivamente al mercato della California. Il modello è basato sulla carrozzeria della versione a passo lungo, con poche modifiche estetiche, e integra un motore elettrico da 115 kW (154 CV) abbinato a batterie agli ioni di litio da 41,8 kWh, per un’autonomia reale di circa 160 km.
La RAV4 EV conserva la spaziosità e la versatilità della versione termica, con prestazioni brillanti per l’epoca e una ricarica in circa 6 ore a 240V. La produzione è limitata a circa 2.600 esemplari, principalmente per rispettare i requisiti ZEV (Zero Emission Vehicle) dello Stato della California.

### Motorizzazioni
La terza generazione della RAV4 viene proposta con una gamma di motori benzina e diesel, adattati ai diversi mercati. In Europa, i motori benzina più diffusi sono il 2.0 VVT-i da circa 150 CV e il 2.4 litri da 170 CV, disponibili con cambio manuale o automatico. In Nord America e Giappone, è disponibile anche un potente 3.5 V6 2GR-FE da 201 kW (270 CV), capace di accelerare da 0 a 100 km/h in circa 6 secondi, una rarità per un SUV compatto dell’epoca.
L’offerta diesel è centrata sul collaudato 2.2 D-4D, in versioni da 136 CV e 177 CV, apprezzato per efficienza, elasticità e consumi contenuti. Alcuni allestimenti includono anche il filtro antiparticolato (DPF), per rispettare le normative sulle emissioni Euro 4 e successive.
Il cambio può essere manuale a 5 o 6 rapporti oppure automatico a 4 o 5 marce, a seconda del motore e del mercato. La trazione è anteriore o AWD elettronica, con gestione della coppia su richiesta, che migliora la sicurezza senza compromettere i consumi.
| Modello              | Anni di produzione | Motore  | Cilindrata cm³ | Potenza CV          | Coppia max Nm       | Velocità max km/h | Accelerazione 0–100 km/h | Consumo medio (km/l) | Emissioni CO2 (g/km) |
| Versioni a benzina   |                    |         |                |                     |                     |                   |                          |                      |                      |
| RAV4 2.0             | dal 2006 al 2009   | 1AZ-FE  | 1998           | 152 a 6000 giri/min | 194 a 4000 giri/min | 185               | 10"6                     |                      |                      |
| RAV4 2.0 aut.        | dal 2007 al 2009   | 1AZ-FE  | 1998           | 152 a 6000 giri/min | 194 a 4000 giri/min | 175               | 12"                      |                      |                      |
| RAV4 2.0             | dal 2009 al 2012   | 3ZR-FAE | 1987           | 158 a 6200 giri/min | 198 a 4400 giri/min | 185               | 10"2                     | 13,0                 | 178                  |
| RAV4 2.0 MultidriveS | dal 2009 al 2012   | 3ZR-FAE | 1987           | 158 a 6200 giri/min | 198 a 4400 giri/min | 185               | 11"                      |                      |                      |
| Versioni a gasolio   |                    |         |                |                     |                     |                   |                          |                      |                      |
| RAV4 2.2 D-4D 136 CV | dal 2006 al 2009   | 2AD-FTV | 2231           | 136 a 3600 giri/min | 310 a 2000 giri/min | 180               | 10"5                     |                      |                      |
| RAV4 2.2 D-4D 150 CV | dal 2009 al 2012   | 2AD-FTV | 2231           | 150 a 3600 giri/min | 340 a 2000 giri/min | 190               | 10"2                     | 16,7                 | 159                  |
| RAV4 2.2 D-4D 177 CV | dal 2006 al 2010   | 2AD-FHV | 2231           | 177 a 3600 giri/min | 400 a 2000 giri/min | 200               | 9"3                      | 14,9                 | 177                  |

## Quarta generazione (dal 2012 al 2019)

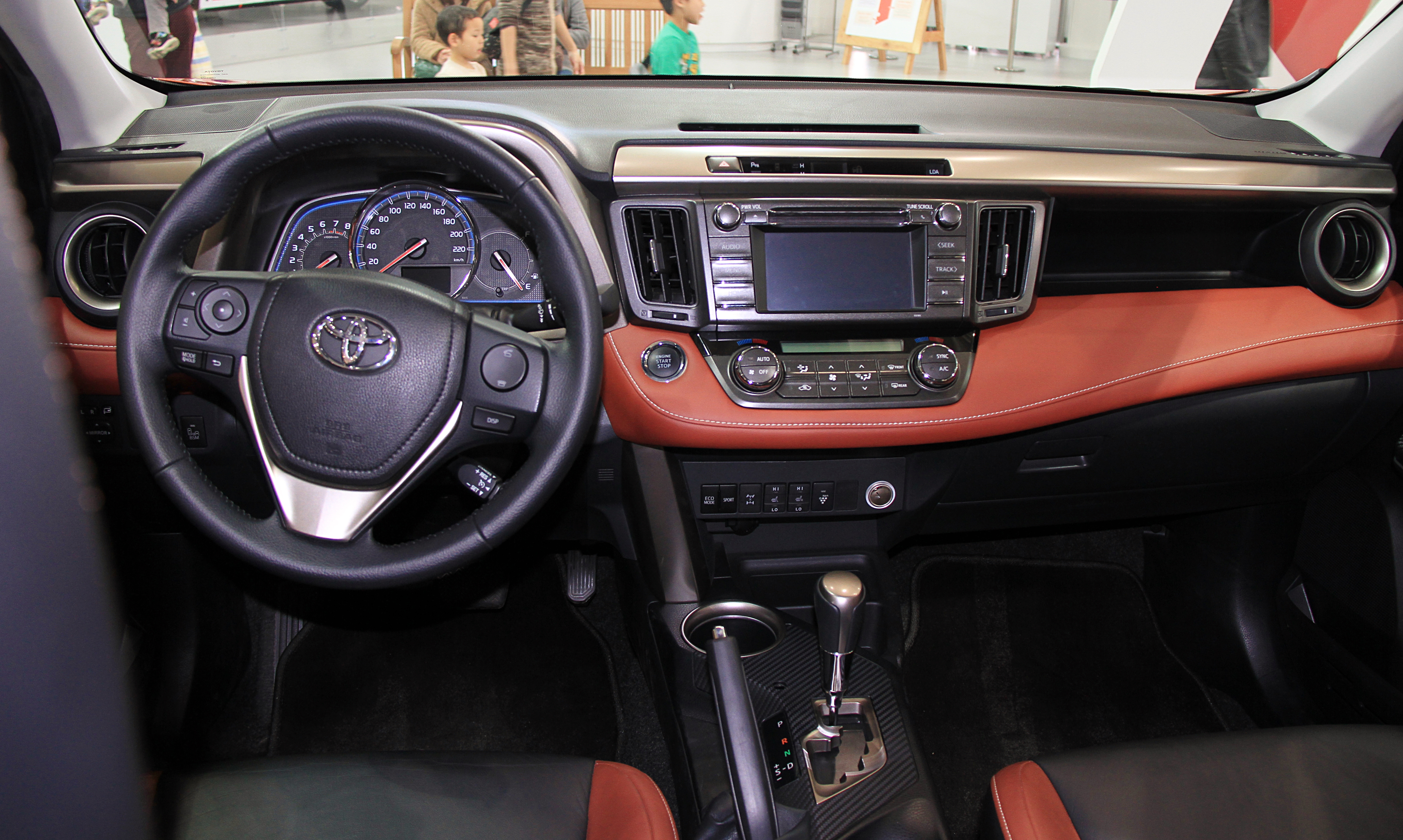
Interni della RAV4 quarta serie.

La quarta generazione della Toyota RAV4 debutta al Salone dell’automobile di Los Angeles nell’ottobre 2012 ed entra in commercio a partire da gennaio 2013. Il modello si presenta con dimensioni maggiorate rispetto alla generazione precedente e un’estetica completamente rinnovata, più moderna e aggressiva. L’abitacolo è spazioso e razionale, con un’attenzione particolare al comfort per tutti gli occupanti, inclusi i passeggeri posteriori, che godono di ampio spazio per le gambe. Il vano bagagli offre una capacità di 547 litri, posizionandosi tra i migliori della categoria.
La gamma motori introduce unità completamente nuove per la RAV4. Il modello è disponibile con un motore diesel 2.0 D-4D da 124 CV, offerto sia con trazione anteriore che con integrale permanente. I consumi dichiarati si attestano intorno a 20,4 km/l per la versione a due ruote motrici, 19,2 km/l per la versione 4WD Style e 18,9 km/l per la Lounge 4WD. In alternativa, è disponibile un secondo motore diesel da 2,2 litri e 150 CV, riservato agli allestimenti superiori, abbinato a trazione integrale e cambio automatico sequenziale a 6 marce. In questo caso, i consumi dichiarati sono di circa 14,9 km/l.
La quarta generazione viene proposta in quattro allestimenti principali:
- Base: disponibile esclusivamente con il motore diesel da 124 CV, include 7 airbag, climatizzatore manuale e radio con vivavoce Bluetooth.
- Active: offerto solo con il motore da 124 CV, aggiunge una radio touchscreen da 6,1", retrocamere, cruise control, fendinebbia e cerchi in lega da 17".
- Style: include retrovisori richiudibili elettricamente, portellone elettrico con apertura keyless, fari bixeno, cerchi in lega da 18" e vetri posteriori oscurati.
- Lounge: la versione top di gamma offre interni in pelle, sedili anteriori riscaldabili, sensori di parcheggio posteriori e una dotazione più ricca orientata al comfort.

Sono disponibili numerosi optional a pagamento, tra cui il navigatore con connessione Wi-Fi, i sensori di parcheggio anteriori (disponibili solo per Lounge) e posteriori (di serie su Lounge ma optional sulle altre versioni), nonché barre sul tetto per aumentare la versatilità.

### Restyling

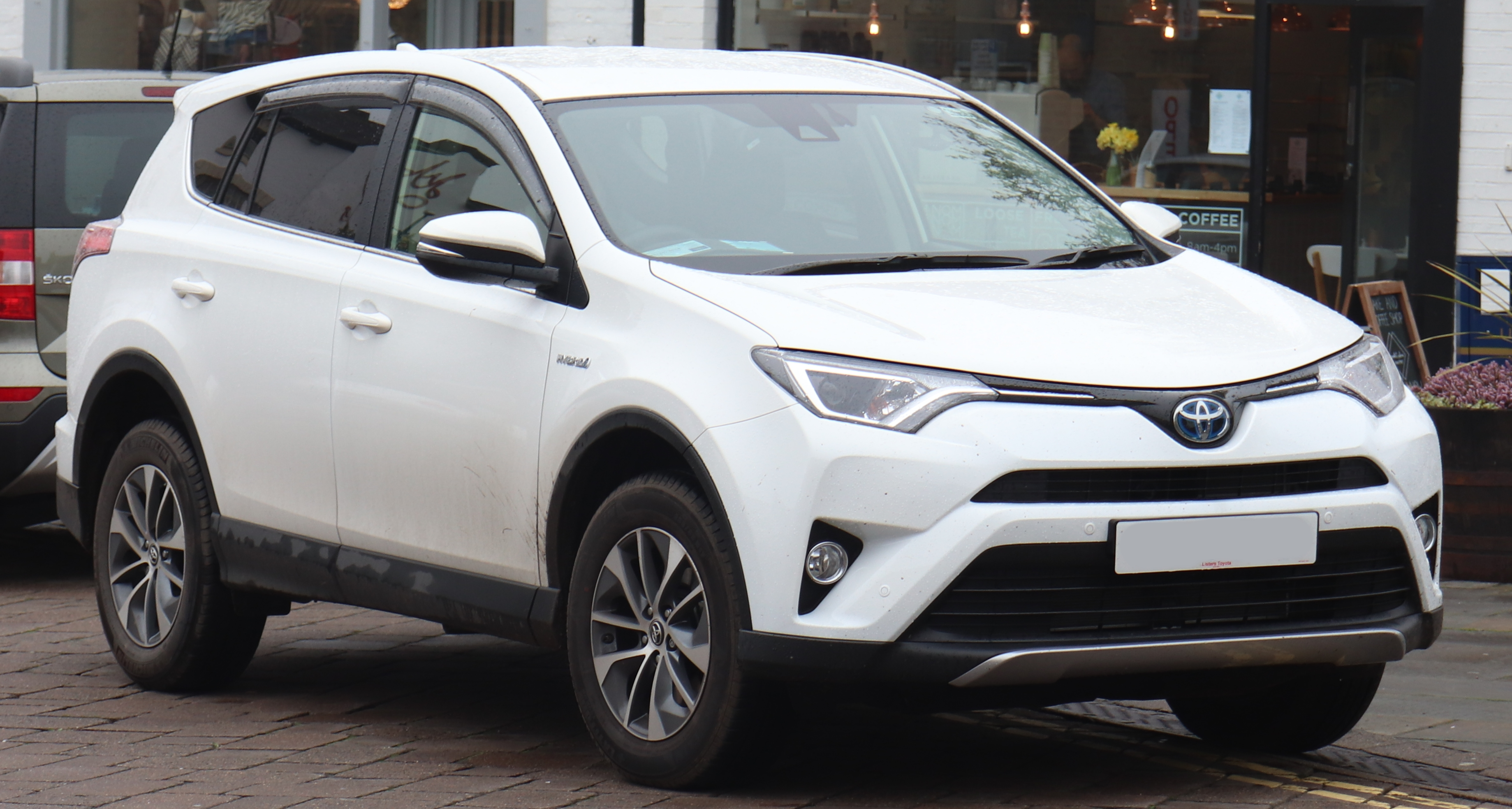
RAV4 quarta serie restyling del 2015

Nel 2015, viene presentata la versione ristilizzata, introducendo un restyling profondo che debutta con il model year 2016. Il design viene rinfrescato con un frontale ridisegnato, caratterizzato da linee più affilate, una nuova calandra e gruppi ottici anteriori e posteriori modificati, disponibili anche in versione full LED. I fanali posteriori vengono anch’essi rinnovati, contribuendo a un look più moderno e distintivo. Tra gli optional introdotti, spiccano le telecamere a 360 gradi, disponibili esclusivamente a partire dall’allestimento Style, e il navigatore, offerto come optional su quasi tutta la gamma. Il tetto apribile elettrico è riservato alla versione Lounge.
La vera rivoluzione tecnica riguarda però l’arrivo della motorizzazione ibrida benzina-elettrica, che si affianca al diesel 2.0 D-4D da 143 CV, ancora disponibile fino al 2018. Il nuovo sistema ibrido è composto da un motore 2.5 litri ciclo Atkinson e da uno o due motori elettrici, per una potenza combinata di 197 CV. La trazione integrale, disponibile solo sulla versione ibrida, è gestita tramite un secondo motore elettrico montato sull’assale posteriore, senza collegamento meccanico con quello anteriore: è il sistema AWD-i, che migliora trazione ed efficienza. In città, questa variante promette consumi fino a 20 km/l e scatta da 0 a 100 km/h in 8,3 secondi, rendendola una delle più brillanti nella categoria dei SUV ibridi compatti.
La gamma 2015 è articolata in quattro allestimenti principali:
- Active, la versione d’ingresso, include di serie 7 airbag, climatizzatore automatico bizona, retrocamera con schermo da 7", portellone elettrico, fendinebbia, cruise control, cerchi in lega da 17", accesso e avviamento senza chiave, retrovisori ripiegabili elettricamente. Sulla variante ibrida, i fari full LED sono inclusi.
- Style, che aggiunge cerchi da 18", sedili anteriori riscaldabili, barre sul tetto, sensori di parcheggio e fari full LED anche per le versioni a benzina o diesel.
- Exclusive, dotato di dettagli estetici esclusivi come passaruota grigi, cerchi bruniti, specchietti neri e vernice grigia metallizzata.
- Lounge, il top di gamma, offre sedili in pelle, navigatore Plus, e la possibilità di aggiungere il tetto apribile elettrico.

Nel 2017, Toyota arricchisce ulteriormente la dotazione rendendo di serie, su tutte le versioni, il pacchetto Toyota Safety Sense Plus, che comprende il mantenimento attivo della corsia, la frenata automatica d’emergenza con riconoscimento pedoni, il riconoscimento dei segnali stradali, gli abbaglianti automatici e il cruise control adattivo con radar di distanza.
Nel gennaio 2018, in vista dell’arrivo della nuova generazione, la gamma subisce un’ulteriore semplificazione: il motore diesel da 2.0 litri 143 CV viene ritirato e restano a listino solo le versioni ibride, che diventano il fulcro dell’offerta. Anche gli allestimenti vengono ridotti da quattro a tre, razionalizzando l’offerta.

### Motorizzazioni
La quarta generazione della Toyota RAV4, presenta una gamma motori progettata per offrire un miglior equilibrio tra prestazioni, efficienza e rispetto delle normative sulle emissioni, con variazioni significative a seconda dei mercati.
In Europa, l’offerta comprende motori a benzina e diesel. La versione benzina più diffusa è il 2.0 Valvematic a quattro cilindri, aspirato, da 151 CV, abbinato a un cambio manuale a 6 marce o al cambio automatico Multidrive S (CVT). È disponibile sia con trazione anteriore (2WD) che integrale (AWD). Il motore è fluido e adatto alla guida quotidiana, ma non offre prestazioni particolarmente brillanti. Sul fronte diesel, Toyota propone due varianti del motore 2.0 D-4D da 124 CV (inizialmente solo 2WD) e 2.2 D-4D da 150 CV, quest’ultimo abbinabile anche al cambio automatico e alla trazione integrale. A partire dal 2016, con l’arrivo del restyling, il 2.2 D-4D viene progressivamente sostituito da un nuovo 2.0 D-4D con emissioni ridotte e migliori consumi. In alcuni mercati viene offerta anche una versione da 143 CV.
Per il Nord America e altri mercati extraeuropei, la RAV4 è disponibile con il più potente motore 2.5 litri 2AR-FE a benzina, quattro cilindri, da circa 176 CV, abbinato a un cambio automatico a sei rapporti. Questo motore è noto per la sua robustezza e affidabilità, ed è l’unico disponibile in quelle regioni fino all’introduzione della versione ibrida.
La vera novità di questa generazione è però l’introduzione, a partire dal 2016, della RAV4 Hybrid, che segna il debutto dell’elettrificazione nella gamma europea della RAV4. Il sistema ibrido combina un motore 2.5 litri benzina ciclo Atkinson con uno o due motori elettrici (a seconda della trazione), per una potenza complessiva di 197 CV. Il sistema utilizza una trasmissione e-CVT e offre prestazioni brillanti, consumi contenuti e basse emissioni di CO₂. La versione AWD adotta un secondo motore elettrico posteriore che gestisce la trazione sulle ruote posteriori senza collegamento meccanico al motore termico, rendendola particolarmente efficiente.

## Quinta generazione (dal 2018)
Presentata in anteprima mondiale al Salone dell'automobile di New York nel 2018, la quinta generazione debutta ufficialmente nello stesso anno e arriva sul mercato europeo a partire dal 2019. Il nuovo modello si basa sul pianale TNGA-K (Toyota New Global Architecture), la stessa utilizzata da modelli come la Camry e la Lexus NX, che garantisce una maggiore rigidità strutturale, migliore dinamica di guida, maggiore comfort e più sicurezza.

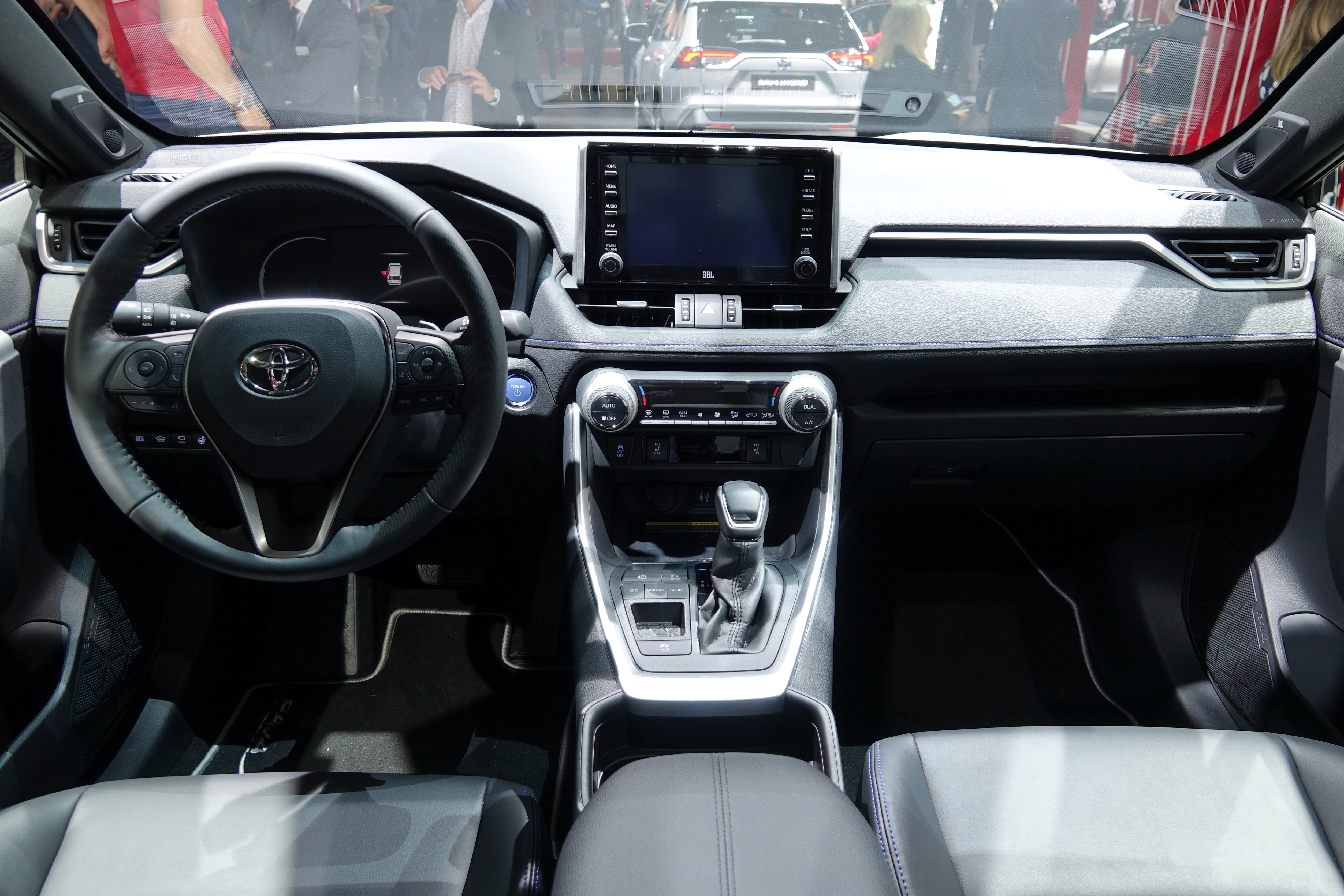
Interni della RAV4 quinta serie.

Il design si discosta sensibilmente da quello della generazione precedente, adottando linee più squadrate e volumi marcati, con un’impostazione stilistica che richiama quella dei fuoristrada tradizionali. Pur mantenendo proporzioni compatte, l’assetto rialzato e l’altezza da terra incrementata contribuiscono a rafforzarne l’aspetto da SUV. Il frontale è caratterizzato da fari sottili, una calandra di ampie dimensioni e un cofano più alto, mentre il posteriore presenta linee regolari e paraurti massicci.
Gli interni sono completamente riprogettati e presentano una plancia sviluppata orizzontalmente, con un’impostazione funzionale e materiali di qualità superiore rispetto al modello precedente. A seconda dell’allestimento, sono disponibili dotazioni come strumentazione digitale, head-up display, sistema di navigazione connessa e sedili anteriori ventilati.
Dal punto di vista della sicurezza, la quinta generazione introduce di serie il pacchetto Toyota Safety Sense 2.0, che comprende numerosi sistemi avanzati di assistenza alla guida: frenata automatica d’emergenza con riconoscimento di pedoni e ciclisti, mantenimento attivo della corsia, riconoscimento della segnaletica stradale, cruise control adattivo e fari abbaglianti automatici.
Durante il ciclo di commercializzazione, il modello viene offerto in diversi allestimenti – tra cui Active, Style, Lounge e Adventure – pensati per soddisfare diverse tipologie di utilizzo, dal contesto urbano a quello extraurbano. A questi si aggiunge la versione GR Sport, introdotta successivamente, che propone elementi estetici specifici a carattere sportivo, pur mantenendo invariata la meccanica ibrida.

### Toyota Wildlander

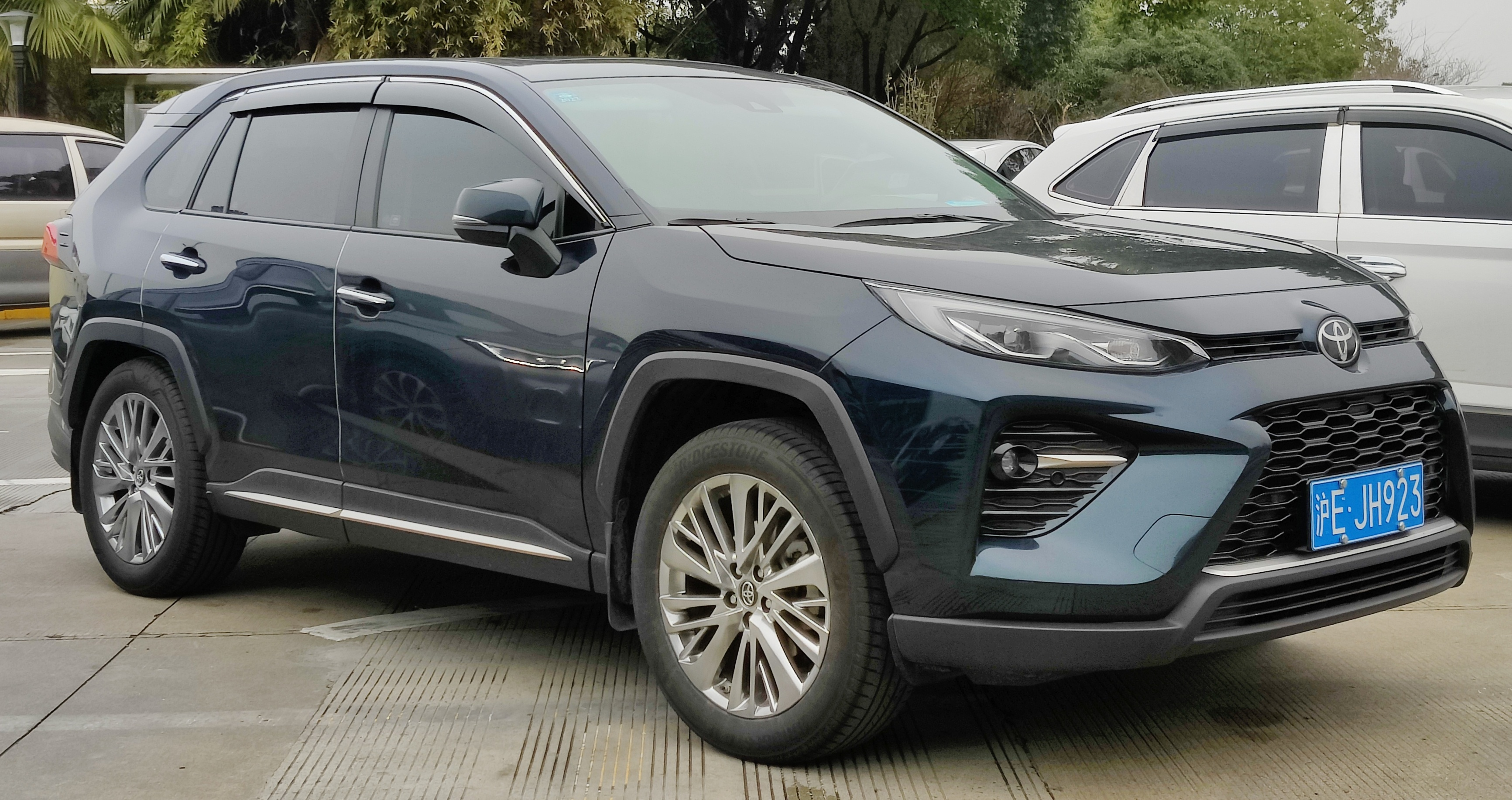
Toyota Wildlander

La quinta generazione della RAV4 viene lanciata anche in Cina il 22 novembre 2019 in occasione del Salone Internazionale dell'Automobile di Guangzhou. È prodotta e commercializzata da FAW Toyota. Una variante per il mercato cinese con design differente per frontale e posteriore, prodotta e venduta da GAC Toyota, è denominata Toyota Wildlander (cinese: 威兰达; pinyin: Wēilándá).
La versione ibrida plug-in (PHEV) della Wildlander è stata presentata il 19 aprile 2021.

### Mitsuoka Buddy

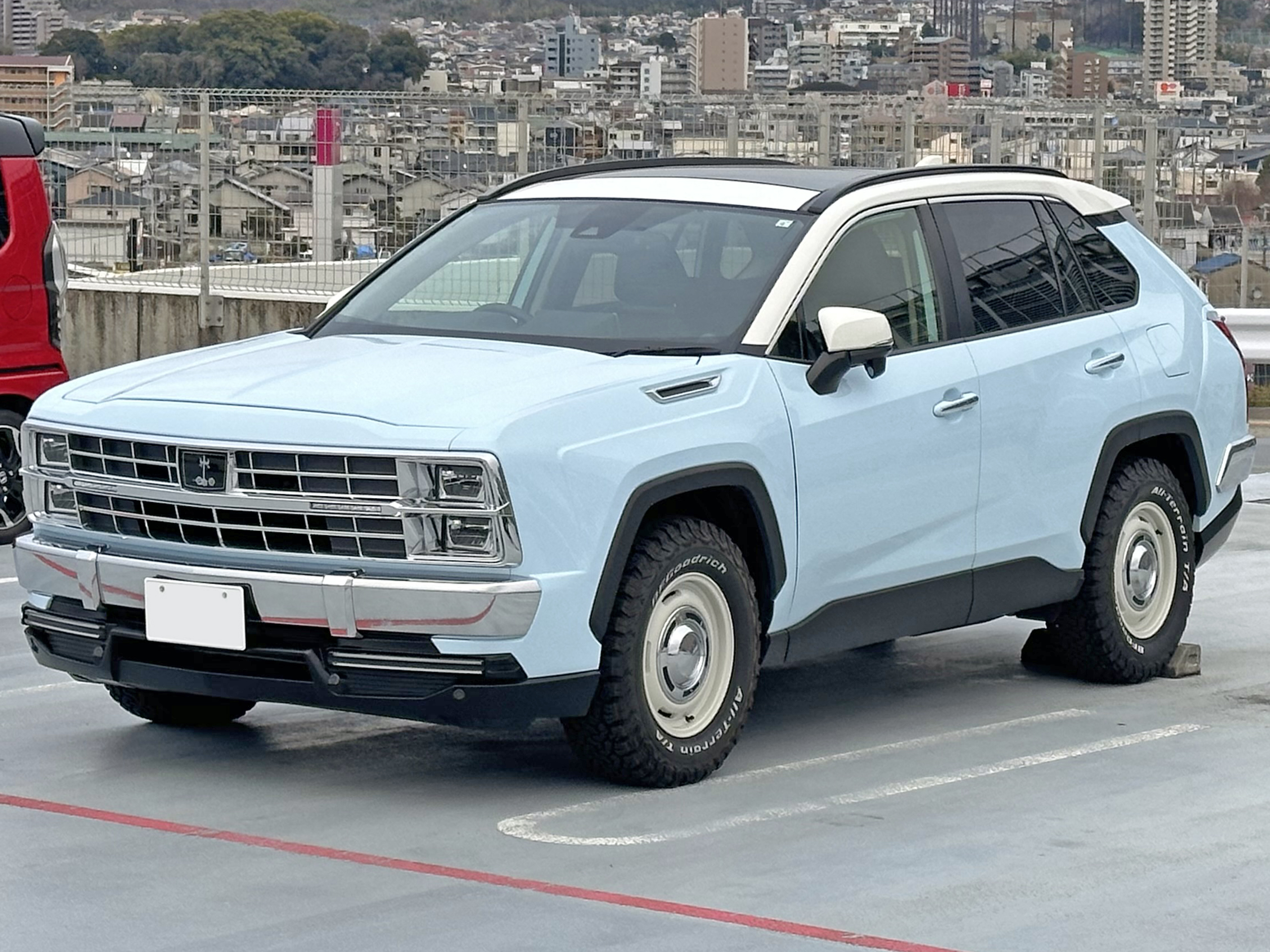
Mitsuoka Buddy

La Mitsuoka Buddy è una versione modificata aftermarket della Toyota RAV4 di quinta generazione, presentata in Giappone nell’ottobre 2020 e destinata esclusivamente al mercato interno. Il modello si distingue per il design ispirato ai fuoristrada statunitensi degli anni 1970-1980: il frontale riprende lo stile della Chevrolet K5 Blazer, mentre la parte posteriore richiama le Cadillac del medesimo periodo.
La Buddy mantiene la meccanica della RAV4, ed è offerta con due motorizzazioni: un'unità benzina da 2,0 litri e una versione ibrida da 2,5 litri.

### Motorizzazioni
Con la quinta generazione, Toyota abbandona definitivamente il diesel e punta esclusivamente sull’elettrificazione. Il modello base è la RAV4 Hybrid, equipaggiata con un motore a benzina 2.5 litri ciclo Atkinson, abbinato a uno o due motori elettrici, per una potenza complessiva di 218 CV nella versione a due ruote motrici (2WD) e 222 CV nella variante AWD-i a trazione integrale elettrica. Il sistema AWD-i utilizza un secondo motore elettrico posto sull’assale posteriore, che si attiva automaticamente in caso di necessità. Il cambio è un e-CVT a variazione continua. I consumi dichiarati si attestano tra i 4,5 e i 5,5 litri/100 km (WLTP), con emissioni di CO₂ ridotte e prestazioni adeguate per un uso misto urbano-extraurbano.
Nel 2020, Toyota amplia l’offerta con la RAV4 Plug-in Hybrid (PHEV), che combina lo stesso motore 2.5 litri con una batteria ad alta capacità e motori elettrici potenziati, raggiungendo una potenza complessiva di 306 CV. Le prestazioni sono brillanti (0–100 km/h in circa 6 secondi) e l’autonomia in modalità 100% elettrica arriva fino a 75 km (WLTP), rendendo il modello adatto anche alla guida quotidiana senza emissioni. La batteria si può ricaricare tramite colonnine pubbliche o wallbox domestiche.

## Sesta generazione (dal 2025)
La sesta generazione della Toyota RAV4 viene presentata nel 2025 al Salone dell’automobile di New York con un design completamente rinnovato, caratterizzato da linee più nette e robuste. Il frontale si distingue per i fari a LED a forma di “C” e una griglia a nido d’ape ampia, mentre il posteriore presenta una fascia luminosa che attraversa tutta la larghezza del veicolo.
Gli interni sono completamente riprogettati, con una plancia moderna e funzionale, materiali di qualità e una ricca dotazione tecnologica che include un display touchscreen da 12,9 pollici per l’infotainment, una strumentazione digitale da 12,3 pollici e un volante dotato di comandi fisici integrati. Gli spazi interni sono più ampi, soprattutto per i passeggeri posteriori, che possono usufruire di bocchette di ventilazione e prese USB-C.
Sul fronte della sicurezza, la nuova RAV4 integra di serie il pacchetto Toyota Safety Sense 3.0, che comprende sistemi avanzati di assistenza alla guida come il Pre-Collision System con riconoscimento di pedoni e ciclisti, il mantenimento attivo della corsia (Lane Trace Assist), l’assistente al cambio di corsia (Lane Change Assist), il riconoscimento della segnaletica stradale e il cruise control adattivo, migliorando significativamente la sicurezza attiva in tutte le condizioni di guida.

### Motorizzazioni
Disponibile esclusivamente con motorizzazioni ibride e ibride plug-in, negli Stati Uniti, la versione ibrida plug-in, raggiunge una potenza di 324 CV (238 kW), mentre in Europa la potenza è limitata a 304 CV (223 kW) per conformarsi alle normative locali. Le versioni ibride tradizionali presentano una differenza di potenza tra i due mercati: negli USA la versione full hybrid a trazione integrale eroga 239 CV (176 kW), mentre in Europa si ferma a 191 CV (140 kW). Inoltre, in Europa è disponibile una versione ibrida plug-in a trazione anteriore da 268 CV (197 kW), non offerta negli Stati Uniti.